# Communauté de communes du Haut-Mâconnais
La communauté de communes du Haut-Mâconnais est une ancienne communauté de communes française qui, située dans le département de Saône-et-Loire et la région Bourgogne-Franche-Comté, avait son siège à Lugny.

## Composition
| Nom                     | Code Insee | Gentilé     | Superficie (km2) | Population (dernière pop. légale) | Densité (hab./km2) |
| ----------------------- | ---------- | ----------- | ---------------- | --------------------------------- | ------------------ |
| Lugny (siège)           | 71267      | Lugnisois   | 13,88            | 892 (2014)                        | 64                 |
| Bissy-la-Mâconnaise     | 71035      | Bissillons  | 4,96             | 208 (2014)                        | 42                 |
| Burgy                   | 71066      | Burgerons   | 2,87             | 115 (2014)                        | 40                 |
| Chardonnay              | 71100      | Charneurons | 6,37             | 202 (2014)                        | 32                 |
| Cruzille                | 71156      | Cruzillois  | 11,11            | 256 (2014)                        | 23                 |
| Grevilly                | 71226      | Grevillons  | 2,65             | 35 (2014)                         | 13                 |
| Saint-Gengoux-de-Scissé | 71416      | Scisséens   | 10,90            | 609 (2014)                        | 56                 |

## Historique
La communauté de communes du Haut-Mâconnais a été fondée le 30 novembre 1993. 
En amont de sa création avait été envisagé un projet de « grande intercommunalité », susceptible de regrouper l'ensemble des communes relevant du canton de Lugny et celles de Charbonnières, Laizé et Senozan (projet qui avorta cependant, au profit de quatre intercommunalités de dimensions modestes : celles du Haut-Mâconnais, de la Haute-Mouge, du Mâconnais-Val de Saône et du Val de Saône-Mouge).
Un projet de fusion du Haut-Mâconnais et de la Haute-Mouge (Azé, Clessé, Saint-Maurice-de-Satonnay et Péronne) échoua en 1996.
Elle fusionnera le 1er janvier 2003 avec deux autres intercommunalités (les communautés de communes de la Haute-Mouge et du Mâconnais-Val de Saône) pour donner naissance à la Communauté de communes du Mâconnais - Val de Saône, qui regroupera un total de quinze communes.

## Compétences
La communauté de communes intervenait dans de nombreux domaines, parmi lesquels figuraient l'aménagement du territoire, le développement durable, les loisirs et le tourisme, l'action sociale.
À titre d'exemples : 
- prise en charge de l'élimination des déchets et mise en place du tri sélectif (ramassage des ordures ménagères, installation de points d'apports volontaires, déchetterie mobile) ;
- construction d'un dojo à Lugny ;
- aménagement du site naturel protégé de la Boucherette à Lugny ;
- installation d'une borne d'information touristique Camille à Lugny, place du Pâquier ;
- création d'une école de musique ;
- équipement de sentiers de randonnée ;
- participation à l'Opération programmée d'amélioration de l'habitat ;
- assistance aux secrétariats de mairie des communes (achat de matériel informatique, raccordement à l'internet) ;
- participation au contrat éducatif local et au contrat temps libre en faveur des jeunes (avec les communautés de communes de la Haute-Mouge et du Mâconnais-Val de Saône) ;
- participation au relais assistantes maternelles de Viré (avec les communautés de communes de la Haute-Mouge et du Mâconnais-Val de Saône).